# Bartolomeo Mastri
Bartolomeo Mastri o Mastrio, llatinitzat a Bartholomaeus Mastrius (Meldola, 7 de desembre de 1602 - Meldola, 11 de gener de 1673) fou un franciscà italià, filòsof i teòleg.
Va assistir als estudis de l'orde franciscà a Bolonya i Nàpols, abans ocupar el càrrec de professor a Cesena, Perusa i Pàdua. Es va convertir en membre de la prestigiosa Acadèmia de Forlì dels Filergitas.
Exposava amb claredat i precisió el tema de les discussions; els seus arguments estan expressats amb un llenguatge precís i clar. Gairebé totes les seves obres foren publicades a Venècia.
Va morir a Meldola el 1673.

## Obres

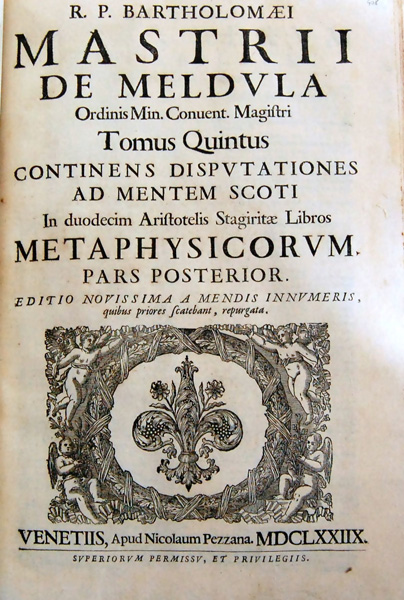
Portada d'una obra

- Disputationes in octo libros Physicorum Aristotelis, typis Ludovici Grignani, Romae 1637.
- Disputationes in Organum Aristotelis, typis Marci Ginami, Venetiis 1639.
- Disputationes in libros De celo et Metheoris, typis Marci Ginami, Venetiis 1640.
- Disputationes in libros De generatione et corruptione, typis Marci Ginami, Venetiis 1640.
- Disputationes in Aristotelis Stagiritæ libros De anima, typis Marci Ginammi, Venetiis 1643.
- Disputationes in Aristotelis Stagiritæ libros Physicorum, typis Marci Ginammi, Venetiis 1644 (2ª ediz.).
- Institutiones logicæ, quas vulgo summulas, vel logicam parvam, nuncupant, typis Marci Ginammi, Venetiis 1646.
- Disputationes in Organum Aristotelis, typis Marci Ginammi, Venetiis 1646 (2ª ediz.).
- Disputationes in XII Aristotelis stagiritæ libros Metaphysicorum, 2 voll., typis Marci Ginammi, Venetiis 1646-47.
- Disputationes in libros De coelo et Metheoris, typis Marci Ginammi, Venetiis [1648ca.].
- Scotus et scotistæ Bellutus et Mastrius expurgati a probrosis querelis ferchianis, apud Franciscum Succium thypographum cameralem, Ferrariæ 1650.
- Disputationes in libros De generatione et corruptione, typis Marci Ginammi, Venetiis 1652.
- Disputationes theologicæ in primum librum Sententiarum, apud Iohannes Iacobum Hertz, Venetiis 1655.
- Disputationes theologicæ in secundum librum Sententiarum, apud Franciscum Stortum, Venetiis 1659.
- Disputationes theologicæ in tertium librum Sententiarum, apud Valvasensem, Venetiis 1661.
- Disputationes theologicæ in quartum librum Sententiarum, apud Valvasensem, Venetiis 1664.
- Theologia moralis ad mentem dd. Seraphici et Subtilis concinnata, apud Ioannem Iacobum Herz, Venetiis 1671.
- Disputationes in Aristotelis Stagiritæ libros De anima, sumptibus Francisci Brogiolli, Venetiis 1671 (2ª ediz.).